# Death by Rock and Roll
Death by Rock and Roll es el cuarto álbum de estudio de la banda estadounidense de rock The Pretty Reckless. Fue lanzado el 12 de febrero de 2021. Es el primer álbum de la banda lanzado con su nuevo sello, Fearless Records. También es el primer álbum de la banda desde la muerte de su productor de mucho tiempo, Kato Khandwala. El álbum fue producido por Jonathan Wyman, la vocalista Taylor Momsen y el guitarrista Ben Phillips, junto con una producción adicional realizada por Nate Yacchichino. El álbum fue precedido por tres sencillos: "Death by Rock and Roll", "And So It Went" con Tom Morello y "Only Love Can Save Me Now" con Kim Thayil y Matt Cameron. También se lanzaron dos sencillos promocionales antes del álbum: "Broomsticks" y "25".

## Antecedentes y grabación
En abril de 2018, el productor de la banda, Kato Khandwala, estuvo involucrado en un accidente de motocicleta y murió más tarde debido a las heridas del accidente. Hablando sobre la muerte de Khandwala, Taylor Momsen declaró:

“Ese fue el clavo en el ataúd para mí. Levanté las manos en el aire y dije: 'Sí, me rindo'. Me hundí en una madriguera muy oscura de depresión y abuso de sustancias y todo lo que viene con eso".

La banda también estaba luchando con la muerte del vocalista de Soundgarden Chris Cornell en 2017.
En noviembre de 2019, se anunció que la banda había comenzado a trabajar en su cuarto álbum de estudio. El título del álbum, una frase utilizada a menudo por Khandwala, se reveló más tarde en febrero de 2020. "Era como un código por el que vivíamos nuestra vida, y por el que todavía vivo mi vida", dijo Momsen sobre el título. "Es un grito de batalla por la vida: vive la vida a tu manera". El álbum fue grabado en London Bridge Studio en Seattle, Washington.

## Promoción
El álbum fue lanzado el 12 de febrero de 2021. El sencillo principal, "Death by Rock and Roll", fue lanzado el 15 de mayo de 2020. Un sencillo promocional, "Broomsticks", fue lanzado el 22 de octubre de 2020. El segundo sencillo promocional, "25", fue lanzado el 13 de noviembre de 2020. El segundo sencillo, And So It Went (con Tom Morello), fue lanzado el 8 de enero de 2021.
Hablando sobre lanzar música durante la pandemia de COVID-19 en una entrevista con Kerrang!, el vocalista principal Taylor Momsen declaró:

"Es algo muy extraño lanzar música en este momento. Siempre es un poco estresante lanzar música al mundo en cualquier momento, pero ciertamente lanzar música en estos tiempos sin precedentes da un poco de miedo".

## Lista de canciones
| Death by Rock and Roll track listing |                                                             |          |  |
| N.º                                  | Título                                                      | Duración |  |
| 1.                                   | «Death by Rock and Roll»                                    | 3:54     |  |
| 2.                                   | «Only Love Can Save Me Now» (con Kim Thayil y Matt Cameron) | 5:12     |  |
| 3.                                   | «And So It Went» (con Tom Morello)                          | 4:30     |  |
| 4.                                   | «25»                                                        | 5:26     |  |
| 5.                                   | «My Bones»                                                  | 4:47     |  |
| 6.                                   | «Got So High»                                               | 3:20     |  |
| 7.                                   | «Broomsticks»                                               | 0:38     |  |
| 8.                                   | «Witches Burn»                                              | 4:53     |  |
| 9.                                   | «Standing at the Wall»                                      | 3:58     |  |
| 10.                                  | «Turning Gold»                                              | 4:09     |  |
| 11.                                  | «Rock and Roll Heaven»                                      | 5:12     |  |
| 12.                                  | «Harley Darling»                                            | 4:19     |  |